# Bettina Habsburg-Lothringen
Bettina Habsburg-Lothringen (geborene Drescher, * 1975 in Wolfsberg) ist eine österreichische Historikerin und Museologin. Sie ist seit 2014 Leiterin der Abteilung Kulturgeschichte sowie seit 2010 Teil der Leitung der Museumsakademie des Universalmuseums Joanneum.

## Leben
Geboren in Kärnten, betreute sie schon als 16-Jährige während der Sommerferien Ausstellungen und hielt Führungen durch diese ab. Sie studierte Geschichtswissenschaft und Deutsche Philologie an der Universität Graz, wo ihre Forschungs- und Interessensbereiche bei historischen Museen, der Funktion von Museen in der Gesellschaft sowie der Gestaltung von Ausstellungen lagen. Nach ihrer Dissertation begann sie für ein Berliner Ausstellungsbüro zu arbeiten. Seit 2010 ist Bettina Habsburg-Lothringen Teil des Leitungsteams der Museumsakademie des Universalmuseums Joanneum. Im Jahr 2014 übernahm sie die Leitung der Abteilung Kulturgeschichte und ist somit für das Landeszeughaus, das Museum für Geschichte und die Multimediale Sammlung in der steirischen Landeshauptstadt hauptverantwortlich. Nebenher entfaltete sie eine breite Publikations- und Vortragstätigkeit und wirkt als Lehrende an der Universität Graz. Sie ist seit 2016 Mitglied des Kuratoriums des Volkskundemuseums Wien sowie seit 2023 Mitglied des Kuratoriums der Stiftung Gedenkstätten Buchenwald und Mittelbau-Dora. Ab 2015 wurde sie als Beirat des Historisch-Technischen Museums Peenemünde bestellt und war in Beiratsfunktionen unter anderem für das Jüdische Museum Hohenems, das Haus der Geschichte Österreich, das Südtiroler Archäologiemuseum und den Museumsförderbeirat des Bundeskanzleramts tätig, dessen Vorsitz sie von 2016 bis 2018 innehatte.

## Privates
Bettina Habsburg-Lothringen ist mt Philipp Habsburg-Lothringen (* 1968) verheiratet und Mutter zweier Kinder. Ulrich Habsburg-Lothringen ist ihr Schwiegervater.

## Publikationen (Auswahl)
- Bettina Habsburg-Lothringen (Hg.), Landeszeughaus. Die historische Waffenkammer, Ausstellungskatalog, Landeszeughaus, Graz 2024.

- Eva Tropper, Bettina Habsburg-Lothringen (Hg.), Alles Arbeit! Frauen zwischen Erwerbs- und Sorgetätigkeit, Fotoarchiv Blaschka 1950–1966, Ausstellungskatalog, Museum für Geschichte, Graz 2024.

- Vorhang auf für die Geschichte der Gesellschaft. In: Wendezeiten. Gesellschaftlicher Wandel seit dem Mittelalter, Ausstellungskatalog, Museum für Geschichte, 2023.

- Ablagerungen des Zeitlichen. Geschichte im Raum. In: Geschichte im Raum. Zum Wechselspiel von Mensch und Natur, Ausstellungskatalog, Museum für Geschichte, 2021.

- Hunderttausende Objekte ziehen um, irgendwann. Zum museologischen Wert privater Sammlungen. In: Dein Graz! Die Sammlung Kubinzky, hg. gemeinsam mit Karl A. Kubinzky, Ausstellungskatalog, Museum für Geschichte, Graz 2020.

- Eine Konfliktgeschichte recherchieren, eine Wehrlandschaft lesen. Spuren der Geschichte im Archiv und im Raum. In: Bettina Habsburg-Lothringen, Leopold Toifl (Hg.), Wehrlandschaft. Spuren einer Konfliktgeschichte zwischen Wechsel und Mur, Graz 2020.

- Ein Bild von einem Land. Die Steiermark in Fotochrom. In: Immer schön! Die Steiermark in der Sammlung Kubinzky, hg. gemeinsam mit Karl A. Kubinzky, Ausstellungskatalog, Museum für Geschichte, Graz 2020.

- Karl A. Kubinzky, Bettina Habsburg-Lothringen (Hg.), Dein Graz! Die Sammlung Kubinzky, Ausstellungskatalog, Museum für Geschichte, Graz 2020.

- Karl A. Kubinzky, Bettina Habsburg-Lothringen (Hg.), Immer schön! Die Steiermark in der Sammlung Kubinzky, Ausstellungskatalog, Museum für Geschichte, Graz 2020.

- Bettina Habsburg-Lothringen, Leopold Toifl (Hg.), Wehrlandschaft. Spuren einer Konfliktgeschichte zwischen Wechsel und Mur, Graz 2020.

- Bettina Habsburg-Lothringen, Heimo Hofgartner (Hg.), Franz Fauth (1870–1947). Fotograf, Musiker und Bauer aus Korbin in der Weststeiermark (= Publikationsreihe der Multimedialen Sammlungen Bd.), CLIO 2020.

- Bettina Habsburg-Lothringen, Heimo Hofgartner (Hg.), Uto Laur. Amateurfotografien zwischen 1930 und 1970 (= Publikationsreihe der Multimedialen Sammlungen, Bd. 2), CLIO 2020.

- Ein Waffenlager, ein Fotoarchiv, ein Schaudepot. Museen und die Masse der Dinge. In: Klaus Kastberger, Stefan Maurer, Christian Neuhuber (Hg.), Schauplatz Archiv. Objekt – Narrativ – Performanz, de Gruyter 2019.

- Haus der Politik der Republik. Ein Zwischenbericht zum „Haus der Geschichte Österreich“. In: Zeithistorische Forschungen/Studies in Contemporary History 16/2019.

- Bettina Habsburg-Lothringen (Hg.), 100 Jahre Grenze. Eine Ausstellung in drei Kapiteln, Drei Kataloge Museum für Geschichte, 2018–2019.

- Institutionelle Identität, Museumssparten, Objektbegriffe. Das Museum und die Dinge. In: Zeitschrift für Museum und Bildung 84/85–2018.

- Bettina Habsburg-Lothringen (Hg.), „Ein Hammerschlag…“ 500 Jahre evangelischer Glaube in der Steiermark, Katalog Museum für Geschichte, 2017.

- Denkmal – sensible Sammlung – immersiver Raum. Zur museologischen Bedeutung des Landeszeughauses. In: Bettina Habsburg-Lothringen (Hg.), Landeszeughaus. Die Historische Waffenkammer, Katalog Universalmuseum Joanneum 2015.

- Heimatmuseum wozu? Zu Sinn und Funktion einer Institution. In: Neues Museum. Die österreichische Museumszeitschrift 1/2013.

- Im Zeichen der Immersion. Zur Architektur des Jüdischen Museums Berlin. In: Österreichische Zeitschrift für Geschichtswissenschaft 3/2001.

- Zeit in Raum und Bild. Museum im alten Zeughaus Bad Radkersburg. Gemeinsam mit Beatrix Vreča. In: Neues Museum 3+4/2000.